# Moena
Moena (in ladino Moena) è un comune italiano di 2 558 abitanti della provincia autonoma di Trento, in Trentino-Alto Adige, situato in Val di Fassa, sul confine con la val di Fiemme. È uno dei 18 comuni che formano la Ladinia, uno dei 6 che formano il Comun General de Fascia e uno degli 11 che formano la Magnifica Comunità di Fiemme.

## Geografia fisica

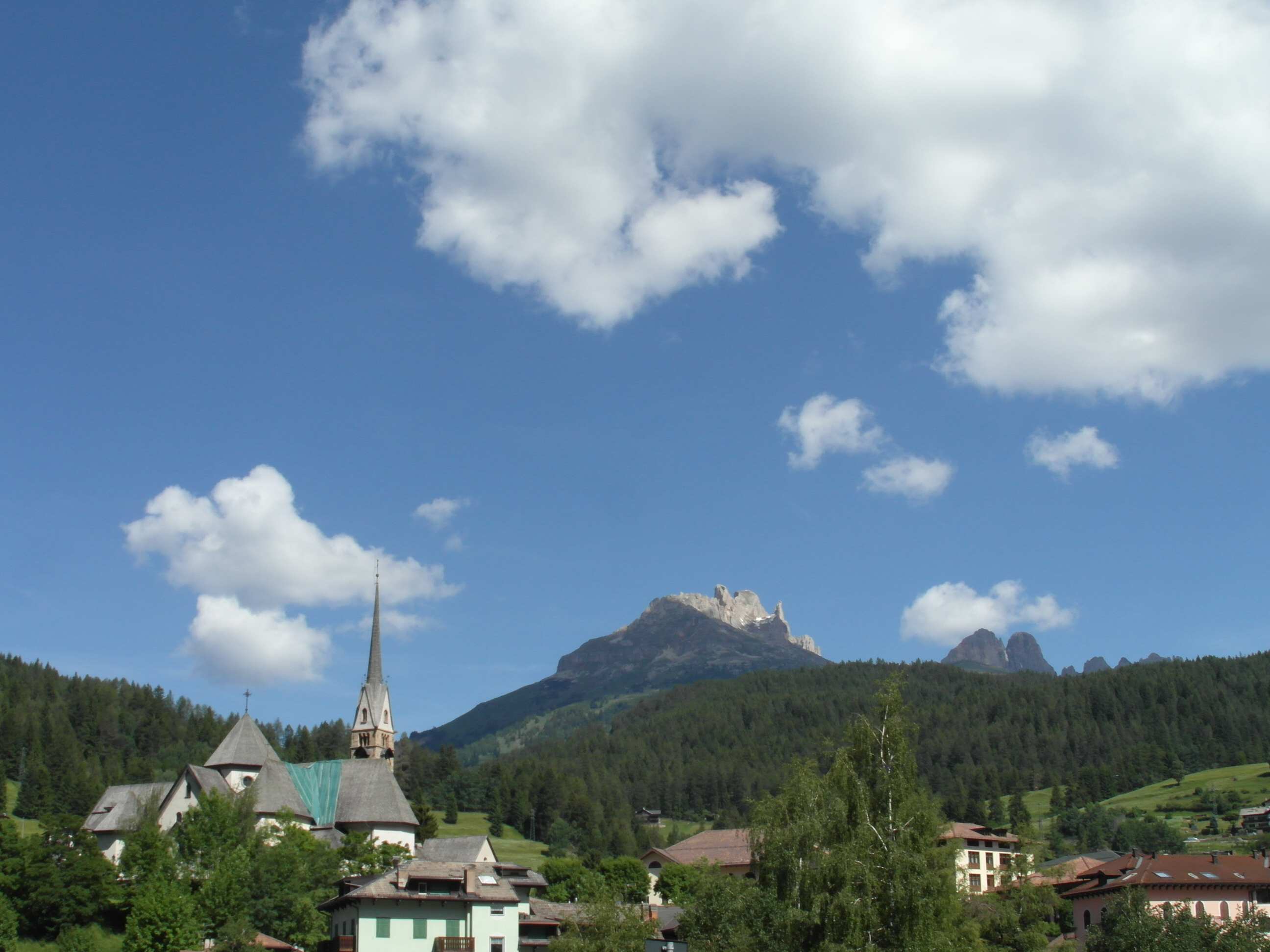
Panoramica del paese

Il comune di Moena si trova tra le Dolomiti ad un'altitudine compresa tra 1.094 e 2.823 metri sul livello del mare, mentre il capoluogo comunale è sito a 1.184 metri sul livello del mare, coronato in senso orario dai gruppi del Latemar (Monte Toac, Sas da Ciamp), del Catinaccio (Roda di Vaèl), della Marmolada e di Cima Bocche (a sud).
Il comune comprende tutto il bacino dell'Avisio compreso tra la frazione di Pezzé, a monte (Rif dal Termen, antico confine fra i principati vescovili di Trento e Bressanone), fino alla stretta valliva tra Forno e Mezzavalle (frazione del comune di Predazzo); ne sono però escluse la parte superiore della valle del Rif de Costalongia (divisa fra i comuni di Soraga e Vigo di Fassa) e gran parte della destra orografica della Valsorda (comune di Predazzo), mentre è di pertinenza moenese l'ampia area di Lusia-Bocche, al di là dello spartiacque dell'omonima catena, in Val Travignolo. L'estremità orientale del comune, al di là della linea di displuvio del Passo San Pellegrino, ricade all'interno del bacino del Piave ed è bagnata dal torrente Biois.
Il capoluogo si trova alla base geografica della Val di Fassa, prima che il torrente Avisio s'incanali nel lungo tratto vallivo che lo porta in Val di Fiemme; proprio nel paese, il corso d'acqua riceve le acque del Rio San Pellegrino e del Rio Costalunga, che scendono dagli omonimi passi.
All'interno della conca trovano spazio anche le frazioni di Someda (ad est, alla base del Sas da Pesmeda), Sorte-Sort (ad ovest, sotto il Sas da Ciamp) e Pezzé-Pecé (a nord, lungo la strada statale verso Soraga); più isolata e alta è Penìa (Peniola), posta a mezza costa a sud-ovest alle pendici del Latemar. Forno, situata lungo l'Avisio a 4 km a sud del capoluogo, ha rappresentato fino al 1928 un comune autonomo assieme alla sovrastante frazione di Medil, e mantiene caratteristiche proprie a livello identitario e linguistico (dialetto fiammazzo, di ceppo trentino, rispetto alla variante moenat del ladino fassano parlata nel resto del comune).

## Origini del nome
Il toponimo deriva dal termine moena o molena presente nei dialetti veneti e ladini equivalente all'italiano mollica e riconducibile al latino mollis, cioè molle, in questa fattispecie indicando un terreno molle, acquitrinoso.

## Storia
La prima menzione del paese risale al 1164, ed è relativa alla consacrazione della chiesa a San Vigilio da parte del principe-vescovo di Trento Adelpreto. La tradizione che vuole Moena appartenente prima di quella data al principato vescovile di Bressanone non trova riscontro nelle fonti.
Almeno dal 1318 il paese è aggregato alla Magnifica Comunità di Fiemme, nell'ambito del Principato Vescovile di Trento e della Confederazione Germanica, infatti fino agli anni 1920 era nota come "Moena di Fiemme" e tuttora fa parte della "Magnifica Comunità di Fiemme". Dopo la secolarizzazione del Principato nel 1805, fece parte del Regno di Baviera fino al 1810, e (dopo l'insurrezione tirolese guidata da Andreas Hofer) del Regno d'Italia napoleonico fino al Congresso di Vienna, che riassegnò tutto il Tirolo all'Impero austriaco.
Nel 1854 venne fondata la banda musicale comunale di Moena. Intorno agli anni 1870 venne aperto il primo albergo per turisti. Alla fine del XIX secolo nacquero la famiglia cooperativa (1896) e la cassa rurale (1898). Il turismo venne ulteriormente favorito nel 1905, quando fu aperta la strada delle Dolomiti nel tratto da Moena ad Arabba.
Durante la prima guerra mondiale, il fronte del passo San Pellegrino fu teatro di sanguinosi scontri tra gli eserciti austro-ungarico e italiano, in particolare nella zona del Costabella e di Cima Bocche. Occupato dalle truppe italiane nel novembre 1918, il comune di Moena venne formalmente annesso al Regno d'Italia, con tutto il Trentino, nel 1921.

### Simboli
Stemma

Stemma di Moena

Lo stemma è stato riconosciuto con D.C.G. del 13 agosto 1929
Lo stemma comunale è caratterizzato da un barcaiolo che spinge la propria imbarcazione con una lunga asta, dirigendosi dalla notte verso il giorno.
Gonfalone
Il gonfalone è stato concesso con regio decreto del 4 luglio 1929.

## Monumenti e luoghi d'interesse

### Architetture religiose

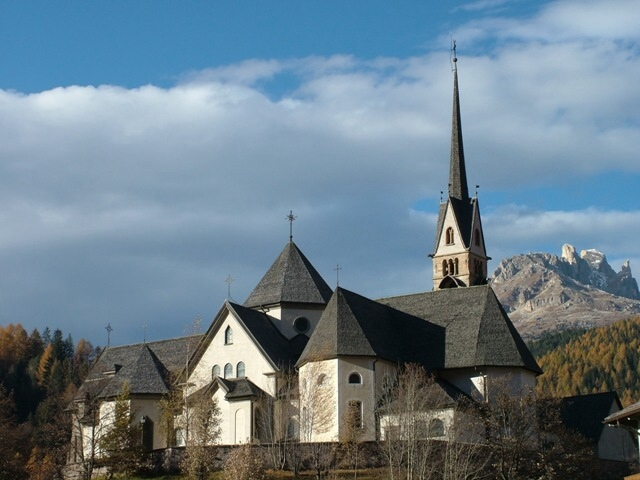
La chiesa parrocchiale

- Chiesa di San Vigilio. Sovrasta l'abitato la chiesa di San Vigilio. Venne consacrata nel 1164, per poi essere risistemata in stile gotico nel 1533, data leggibile sulla chiave di volta del presbiterio. Nel '600 fu rimaneggiato il presbiterio e costruita la cappella del Carmine; nella prima metà dell'Ottocento venne ampliata per far fronte all'aumento della popolazione. L'aspetto attuale risale invece al 1929, su progetto dell'architetto Giovanni Tiella di Rovereto, che conservò la parte gotica e la primitiva abside che formano l'attuale presbiterio. Sia dall'interno che dall'esterno si nota l'antica abside gotica e la nuova costruzione articolata in una serie di cappelle laterali con archi a tutto sesto. L'interno è a tre navate. Gli affreschi in stile liberty nel presbiterio sono di Carlo Donati (1931). Sulla sinistra il ritratto a fresco del parroco Giovanni Iori e sulla destra il grande crocifisso ligneo di Cirillo Dell'Antonio, artista che ha lasciato nella chiesa l'impronta della sua versatilità. Suoi infatti sono i disegni delle vetrate, i pannelli in legno dei portali, i simboli degli Evangelisti sul portale laterale e l'Annunciazione in granito su quello principale. La pala di San Vigilio è di Valentino Rovisi. Un'altra pala del Rovisi si trova sopra il portale principale e rappresenta la consacrazione della chiesa ad opera del Beato Adelpreto. Oltre a due tele raffiguranti sant'Antonio e l'Ultima Cena, il discepolo del Tiepolo ha lasciato anche un affresco sulla volta della cappella del Carmine.[13]
- Chiesa di San Volfango, che la tradizione vuole come più antico tempio di Moena, sorto su un luogo di culto pagano. Di epoca imprecisata[14] (per taluni databile al 1025, per altri più tarda), contiene affreschi del XV secolo con scene della Passione e altri dello stesso periodo attribuiti al Maestro di Lisignago e un pregevole soffitto barocco in legno, opera del moenese Giovanni Guadagnini (XVII secolo).[15]
- Chiesa di San Giovanni Nepomuceno Martire, nella frazione di Penìa.
- Chiesa di Sant'Anna, nella frazione di Medil.
- Chiesa di San Lazzaro, nella frazione di Forno.
- Chiesa dei Santi Rocco, Fabiano e Sebastiano, nella frazione di Someda.

### Architetture militari
Il forte Someda è una fortificazione militare austro-ungarica, situato nei pressi della frazione di Someda. Appartenente al "sottosbarramento di Moena", parte dello "Sbarramento Passo Rolle" del "Subrayon IV" del grande sistema di fortificazioni austriache al confine italiano, venne realizzato nel 1898.

## Società

### Evoluzione demografica
Abitanti censiti

### Lingue e dialetti
Nel comune di Moena è diffuso l'uso della variante moenese (moenat) del dialetto fassano (fascian), appartenente alla lingua ladina dolomitica. Peraltro, nella zona di Forno e Medil, frazioni a sud del capoluogo e al confine con il comune di Predazzo, si parla il dialetto fiammazzo, appartenente al ceppo trentino-veneto.
| Censimento | Popolazione | Ladini | Non ladini | % ladini | Fonte  |
| ---------- | ----------- | ------ | ---------- | -------- | ------ |
| 2001       | 2602        | 1967   | 635        | 75,6%    | [ 17 ] |
| 2011       | 2690        | 2126   | 564        | 79,0%    | [ 17 ] |
| 2021       | 2682        | 1364   | 1318       | 50,9%    | [ 18 ] |

## Cultura

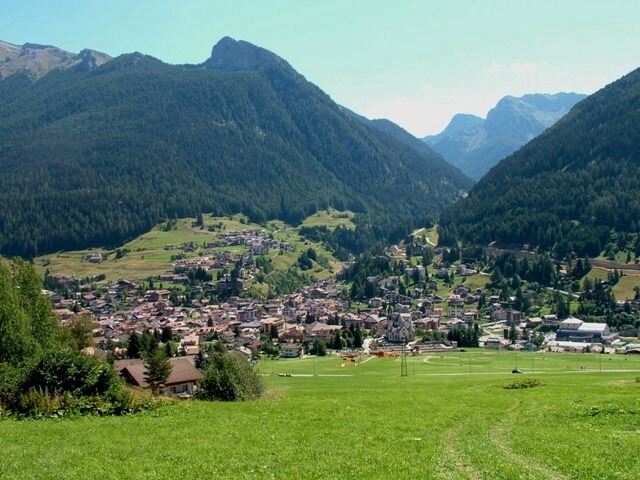
Panorama del paese

La cultura, le tradizioni e l'amore per la lingua del piccolo centro sono molto forti, e vengono tutelate dall'Istituto culturale ladino, che si occupa di conservare al meglio gli usi e costumi di Moena e degli altri sei comuni della valle di Fassa. La ladinità moenese è difesa anche dalla sezione locale dell'Union di Ladins de Fascia, il Grop Ladin da Moena, che pubblica dal 1963 il bollettino trimestrale Nosha Jent.
Presso la frazione di Someda è visitabile un piccolo museo dedicato alla Grande Guerra nelle Dolomiti, che raccoglie soprattutto reperti raccolti nella zona di Costabella-Bocche. Il museo è gestito dall'Associazione "Sul Fronte dei Ricordi", che ha restaurato buona parte delle postazioni e dei camminamenti bellici presenti sul territorio moenese.
Nel centro di Moena, presso il teatro Navalge, si può visitare la mostra permanente La Gran Vera, sempre dedicata alla Grande Guerra. Inaugurata in occasione del centenario della guerra, la mostra si concentra sugli avvenimenti nel fronte austro-russo e sulla guerra nelle Dolomiti.

### Cucina
La cucina moenese è quella tipica della montagna trentina. Tra i primi vi è la zuppa d'orzo (orc), i ravioli (ciaronciè), i canederli (balote) con speck o fegato in brodo o ripassati nel burro, oltre ai crauti (crauc). Tra i secondi spicca la polenta con lo spezzatino (tonco) di maiale, manzo, vitello o selvaggina (capriolo o camoscio), mentre tra i salumi lo speck è considerato il re, affiancato da lucaniche, pancetta e landjäger. Il puzzone di Moena DOP (spretz tzaorì, cioè formaggio saporito) è un pregiato formaggio con un odore e sapore caratteristico, che ha ottenuto il riconoscimento di denominazione d'origine protetta. Oltre alle torte farcite con frutti di bosco locali e allo strudel di mele, tra i dolci tradizionali si ricordano i grostoi e le fortaie, ovvero lunghe frittelle ottenute da una pastella semiliquida versata nell'olio bollente tramite uno speciale imbuto; lo zelten è il tipico dolce natalizio. Infine, tra i distillati si possono degustare grappe di vari sapori. Il pane comune è costituito da panini allo strutto (spaccate) e dallo schüttelbrot.

## Geografia antropica
Moena è il secondo comune più popolato della Val di Fassa, di cui è parte integrante dal punto di vista geografico, linguistico ed economico; tuttavia mantiene legami profondi con la contigua Val di Fiemme, essendo parte della Magnifica Comunità e del decanato di Cavalese.
Il nome del comune, anticamente Moyena, deriva dal latino mollis, a testimoniare la natura acquitrinosa del fondovalle, un tempo in balìa delle acque dell'Avisio e dei suoi affluenti; la tradizione vuole la conca di Moena occupata da un vero e proprio lago, prosciugato dai primi abitanti per ricavarne terre coltivabili, e di cui rimane traccia solo nello stemma comunale che raffigura un barcaiolo.
Il toponimo "Moena" designava anticamente solo la parte più antica dell'abitato, posta sulla destra orografica dell'Avisio, e comprendente i rioni di Ciajeole, Cianton Tibaut, Salejada e Sotegrava. Sull'altro lato del torrente si trovano i rioni di Ramon, Longiarif, Ischiacia e Turchia; il nome di quest'ultimo sembra derivare dalla presenza di torchi per la lavorazione della canapa, nonostante la leggenda lo voglia far risalire alle leggende di un soldato turco fuggito dopo la sconfitta ottomana in seguito all'assedio di Vienna.
Nel secondo Novecento, in seguito al boom turistico, l'espansione edilizia ha interessato aree precedentemente coltivate, come Moene, Ciampian, Ciroch, Even, La Rossa, Spinac, Navalge e Valene. Dal 1952 Moena ospita il Centro addestramento alpino, scuola alpina della Polizia di Stato.
Fra le frazioni storiche, la maggiore è Someda, a mezzacosta, caratterizzata dall'omonimo forte austroungarico e dalla chiesa dedicata a San Rocco e San Sebastiano; le altre sono Sorte/Sort, con la chiesa di San Giuseppe, Penìa (con la chiesa di San Giovanni Nepomuceno) e Pezzé/Pecé. All'interno del comune ricadono anche gli abitati di Forno e di Medil, autonomi fino all'epoca fascista (e che costituiscono una Parrocchia ed un Comune Catastale separati). Altri luoghi abitati sono Passo di San Pellegrino e le località di Val, Fanch e Ronc.
Nel folklore locale, che assegna un soprannome agli abitanti di ciascun paese delle valli di Fiemme e Fassa, gli abitanti di Moena sono noti come maiali (porcié), quelli di Someda come cani, quelli di Sorte come cornacchie, quelli di Pezzé come rane e quelli di Forno come muli (musati o mussi).

### Variazioni amministrative
La circoscrizione territoriale ha subito le seguenti modifiche: il 7 ottobre 1928 aggregazione di territori del soppresso comune di Forno.

## Infrastrutture e trasporti
Moena è lambita dalla Strada Statale 48 delle Dolomiti, che dal 2008 è stata deviata lungo la circonvallazione che ha permesso di liberare l'abitato dalla morsa del traffico. Dalla Statale 48 si dirama nei pressi del paese la Strada Statale 346 che conduce nel Bellunese attraverso il Passo San Pellegrino.
Moena è collegata alla pista ciclabile delle Dolomiti di Fiemme e Fassa lungo il percorso della Marcialonga.
I collegamenti interurbani vengono svolti con autoservizi dalla società pubblica Trentino Trasporti, mentre nella stagione invernale sono presenti skibus per raggiungere le stazioni sciistiche della zona; nelle stagioni turistiche sono attivi anche collegamenti con le principali città dell'Italia settentrionale.

## Economia
L'attività economica del paese è passata, la partire dagli inizi del Novecento, dall'agricoltura al turismo. Peraltro, l'allevamento, in particolare quello bovino, riveste ancora una certa importanza in relazione all'industria casearia per la produzione del formaggio Puzzone di Moena DOP. Anche la silvicoltura rappresenta una voce non trascurabile dell'economia locale.
Il comune ha una forte vocazione turistica, per la quale ha investito in impianti sciistici e ha predisposto sentieri attrezzati per godere la bellezza del paesaggio. Per l'attenzione per il turismo sostenibile e la mobilità dolce, il comune di Moena fa parte della cooperazione delle Perle delle Alpi.
Per quanto riguarda l'artigianato, è importante la produzione di mobili e di oggetti in legno, impreziositi da pregevoli decorazioni artistiche raffiguranti temi tipici locali, oltre alla produzione di sculture e all'attività di intagli.

## Amministrazione
La gestione esemplare delle politiche ambientali del comune è considerata un caso di studio, in quanto sono stati raggiunti obiettivi ambiziosi in tema di gestione degli edifici pubblici, dell'energia, del territorio, del ciclo delle acque e della viabilità.

### Sindaci
| Periodo | Periodo  | Primo cittadino        | Partito                              | Carica  | Note   |
| ------- | -------- | ---------------------- | ------------------------------------ | ------- | ------ |
| 1980    | 2000     | Ilario Bez             | Democrazia Cristiana                 | Sindaco |        |
| 2000    | 2005     | Riccardo Franceschetti | Lista civica "Ensema - Insieme"      | Sindaco | [ 28 ] |
| 2005    | 2010     | Riccardo Franceschetti | Lista civica "Ensema per Moena"      | Sindaco | [ 29 ] |
| 2010    | 2015     | Riccardo Franceschetti | Lista civica "Ensema per Moena"      | Sindaco | [ 30 ] |
| 2015    | 2020     | Edoardo Felicetti      | Lista civica "Ega fresćia per Moena" | Sindaco | [ 31 ] |
| 2020    | in corso | Alberto Kostner        | Lista civica "Grop per Moena"        | Sindaco | [ 32 ] |

### Gemellaggi
Dal 1996 il comune di Moena è gemellato con Kirkwall, capoluogo delle isole Orcadi (Scozia). Il legame di amicizia fra le due comunità deriva dalla cosiddetta Italian Chapel, una cappella costruita con mezzi di fortuna dai prigionieri italiani durante la Seconda guerra mondiale: le decorazioni della stessa furono opera infatti del moenese Domenico Chiocchetti "Goti" (1910-1999). Nel 1987 la chiesetta è stata dichiarata monumento classificato della Scozia.
La parrocchia di Moena è gemellata inoltre dai primi anni 1970 con la parrocchia di San Mauro Pascoli (FC).

## Sport
Moena è una località turistica invernale, nota soprattutto per lo sci di fondo e lo sci da discesa (fa parte infatti del comprensorio sciistico Trevalli), nonché storico punto di partenza della Marcialonga, una tra le più importanti manifestazione fondistiche italiane che vede ogni anno la partecipazione di migliaia di sportivi provenienti da tutto il mondo.
La zona del Passo di San Pellegrino e del Lusia offre la possibilità di effettuare interessanti percorsi scialpinistici sulle montagne circostanti, dove annualmente a fine inverno si svolge la Pizolada, una classica del calendario internazionale di sci alpinismo. Anche se di nicchia, è praticato il telemark, con la Scufonèda che rappresenta una delle principali manifestazioni italiane di specialità.
Moena è poi punto di partenza e arrivo della Val di Fassa bike, la granfondo di mountain-bike erede della Rampilonga.
Moena è poi punto di partenza della Marcialonga Running, una gara di podismo di 26 km.
Dall'abitato di Moena partono infine numerosi sentieri a carattere escursionistico o alpinistico.
Dal 2002 al 2011 è stata sede del ritiro estivo della Sampdoria e dal luglio 2012 della Fiorentina. Nelle stagioni precedenti invece è stata ritiro estivo del Venezia e del Piacenza.
L'US Monti Pallidi è la società polisportiva del paese; la sezione calcio milita in Seconda Categoria. Esiste anche la società di pallavolo Moena Volley.

### Impianti sportivi
Il riferimento per chi pratica lo sci alpino e lo snowboard a Moena è il comprensorio Trevalli, che comprende la ski-area dell'Alpe Lusia-Bellamonte, del Passo San Pellegrino, Del Passo Valles e di Falcade, per un totale di oltre 100 km di piste.
Sono presenti inoltre un campo da calcio regolamentare (Campo Sportivo C. Benatti), un centro sportivo con campi da tennis, bocce, calcetto e beach-volley, e una palestra d'arrampicata coperta.

#### Alpe Lusia
A 3 chilometri da Moena presso la frazione Ronchi c'è la partenza della telecabina per l'Alpe Lusia. L'area si trova al cospetto delle Pale di San Martino, alle porte del parco naturale di Paneveggio, ed è accessibile anche dalla frazione di Bellamonte del comune di Predazzo. Il comprensorio consta di 8 impianti di risalita, 30 km di piste da sci alpino e una pista da slittino. Vi è inoltre la possibilità di escursioni scialpinistiche e comode passeggiate con gli sci da fondo verso Malga Bocche. Le due piste di rientro verso Moena (Fiamme Oro I e Fiamme Oro II) sono molto impegnative; in particolare la seconda, che dalla località "Le Cune" raggiunge l'intermedia a "Valbona", ha un dislivello di 386 metri ed è omologata dalla FIS e spesso è il campo di allenamento degli atleti della squadra nazionale italiana di sci. Le piste sul versante di Bellamonte sono invece classificate "azzurre" e sono perciò adatte ai principianti.

#### Passo San Pellegrino
A 12 chilometri da Moena c'è l'area sciistica del Passo San Pellegrino. Una funivia da 100 posti porta al Col Margherita a quota 2650 metri. Famoso il cosiddetto "pistone" di 646 metri di dislivello e lungo 3200 metri, a tratti molto impegnativo con pendenze dal 10% al 45%. Dal Col Margherita si può raggiungere il Passo Valles oppure scendere fino a Falcade. Sul versante opposto del Passo, partono numerosi skilift e seggiovie. Con due seggiovie si raggiunge Cima Uomo a quota 2469 metri, per poi ritornare al passo lungo le piste "Cima Uomo", "Gigante" e "Chiesetta", con difficoltà medio-facili per complessivi 3300 metri e un dislivello di 483 metri. Con la seggiovia Costabella si raggiunge quota 2318 metri (la pista, con pendenze fino al 35%, è di media difficoltà ed è lunga 3300 metri).

#### Centro del fondo "Alochet"
Il punto di riferimento più importante per i fondisti è il centro del fondo di Alochet a circa 8 km da Moena, verso il Passo San Pellegrino. Nel centro si sviluppano tre tracciati: un anello facile da 2,5 km, con modeste variazioni altimetriche, si sviluppa lungo la piana che costeggia la strada per San Pellegrino. Un secondo anello di 5 km, più impegnativo, si inoltra nel bosco per un dislivello complessivo di 300 m. Un terzo anello di 11 km raggiunge il Passo San Pellegrino ed è consigliabile agli sciatori provetti.

### Ciclismo
Moena è stata più volte sede di arrivo o partenza di tappa al Giro d'Italia. Svariate volte è stata percorsa, spesso con il vicino passo San Pellegrino designato come gran premio della montagna (nel Giro d'Italia 2006 il passo è stato designato come traguardo della 19ª tappa).
Di seguito le tappe con arrivo o partenza da Moena:
- 1962, 15ª tappa Moena - Aprica
- 1963 19ª tappa Belluno - Moena
- 1963 20ª tappa Moena - Lumezzane
- 1966 19ª tappa Bolzano - Moena
- 1966 20ª tappa Moena - Belluno
- 1990 17ª tappa Moena - Aprica
- 2017 18ª tappa Moena - Ortisei